# УкрІннМаш
УкрІннМаш — українське підприємство обронно-промислового комплексу. Розташоване у Харкові.

## Історія
У 2017 році Укріннмаш представила проєкт БМП «Кевлар-Е».
Влітку 2020 року стало відомо, що державні та приватні українські підприємства, зокрема ДККБ «Луч», Ізюмський приладобудівний завод та корпорація «УкрІннМаш», створюють глибоку модернізацію самохідного ПТРК «Штурм-С» для Збройних сил України.
На початку червня 2021 року видання Defense Express повідомило, що УкрІннМаш разом з ДП «НДІ „Квант-Радіолокація“» завершували роботи над першими зразками нової мобільної РЛС «Мінерал-У» на шасі Tatra 8×8. У серпні 2021 були готові два радари, вони проходили останню перевірку перед їх передачею Збройним силам України в рамках виконання державного оборонного замовлення.
У січні 2022 року КБ «Луч» спільно з УкрІннМашем почали ходові випробовування першої серійної пускової установки протикорабельного комплексу «Нептун» на шасі Tatra T 815 8х8.

## Продукція

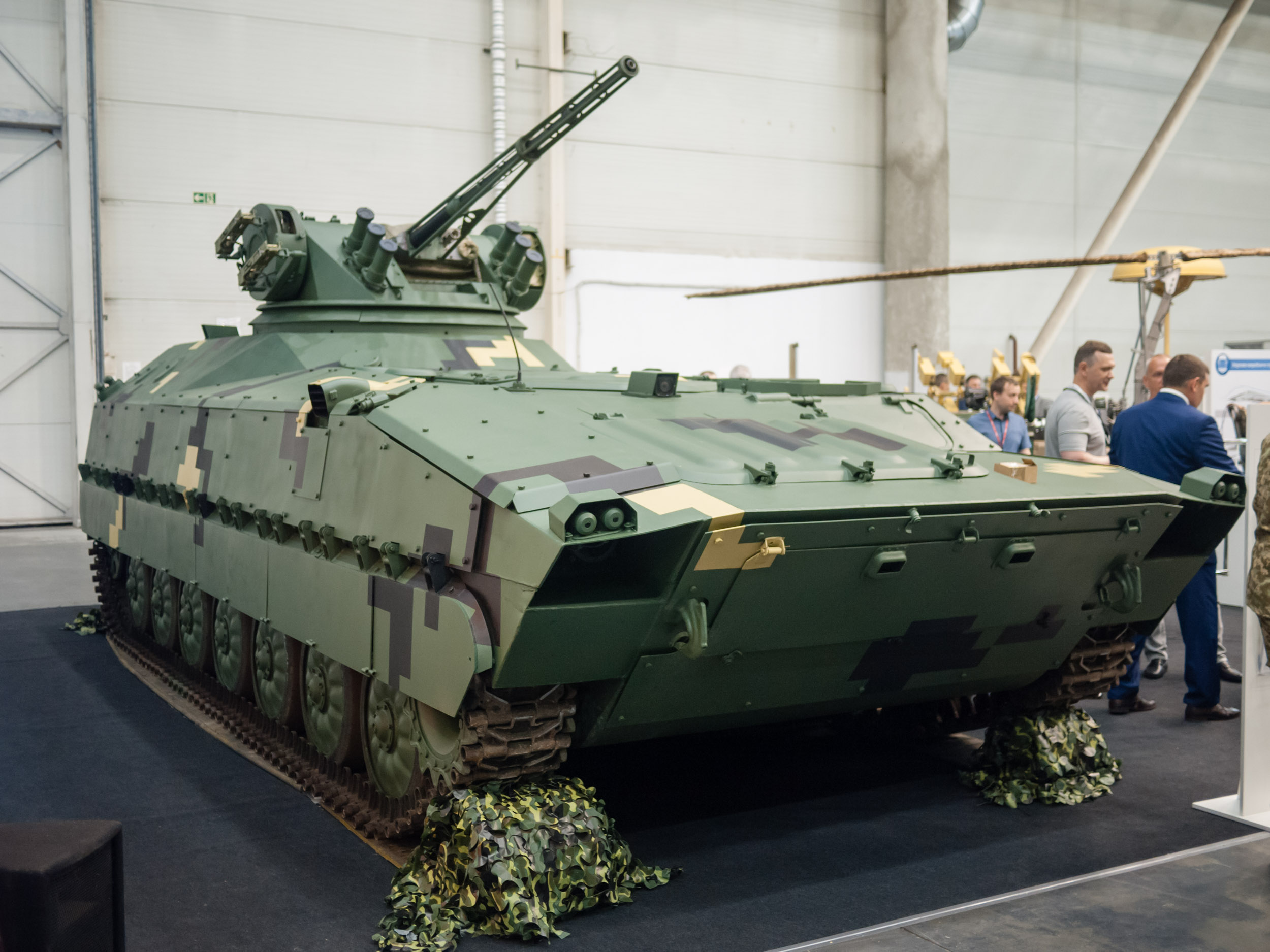
«Кевлар-Е»
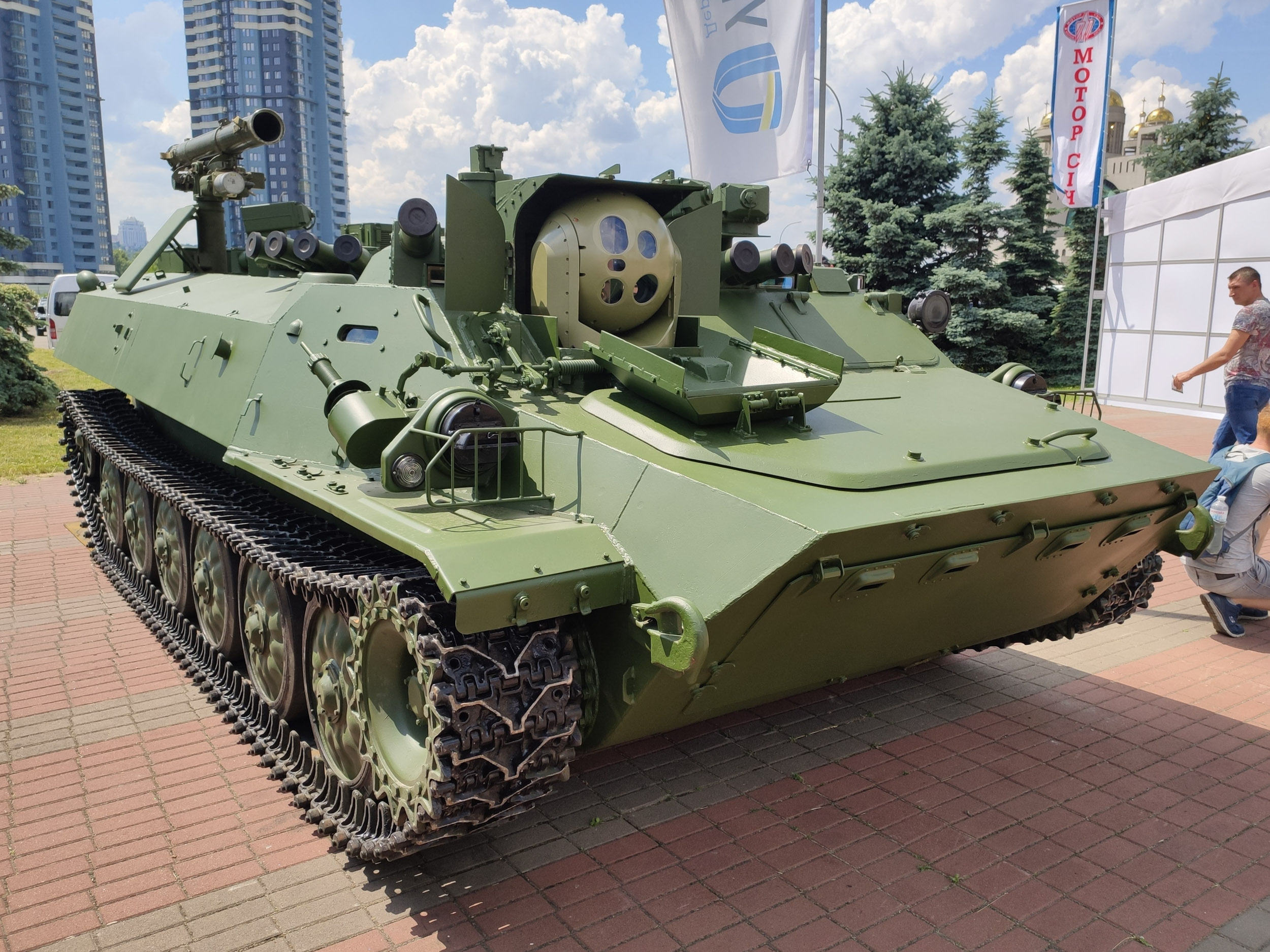
«Штурм-СМ»
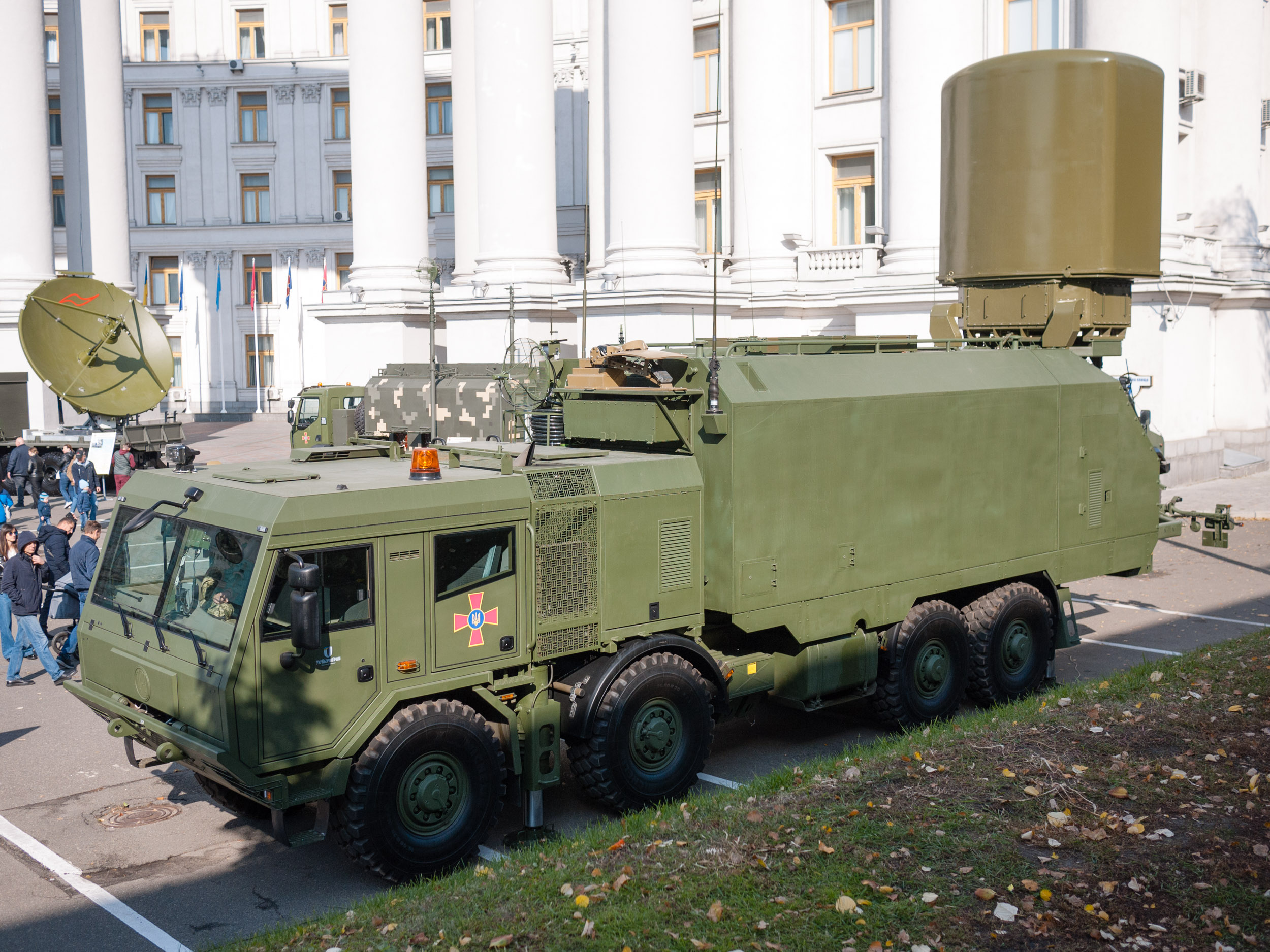
«Мінерал-У»
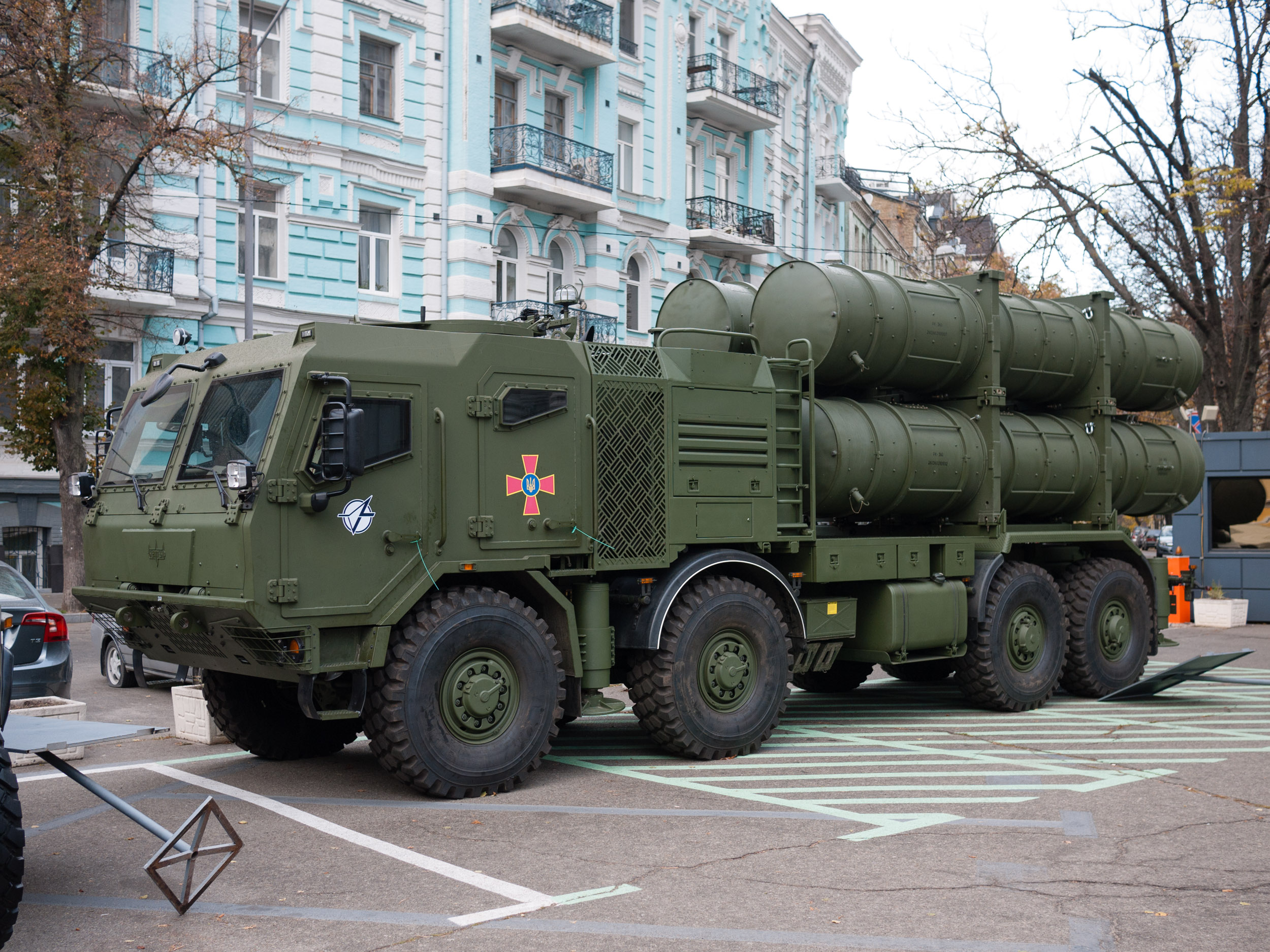
БРК «Нептун»

## Керівництво

### Генеральні директори
- 2003—2005 — Немілостівий Віталій Олександрович[6]

### Президенти
- 2005—2006 — Немілостівий Віталій Олександрович[6]

### Реєстри
- УКРІННМАШ // youcontrol.com.ua
- КОРПОРАЦІЯ «УКРІННМАШ» // opendatabot.ua
- КОРПОРАЦІЯ «УКРІННМАШ» // clarity-project.info